# Henryk Bogdan
Henryk Bogdan (ur. 5 listopada 1944 w Wólce) – polski polityk, inżynier rolnik, poseł na Sejm II kadencji.
W 1974 ukończył studia na Wydziale Rolniczym Akademii Rolniczo-Technicznej w Olsztynie. Pełnił funkcję posła II kadencji wybranego w okręgu suwalskim z listy Polskiego Stronnictwa Ludowego. W latach 2002–2006 zajmował stanowisko zastępcy Głównego Inspektora Ochrony Roślin i Nasiennictwa. Wybierany do władz krajowych PSL.
Odznaczony Krzyżem Kawalerskim Orderu Odrodzenia Polski (1999).